# G. Hubert Neidhart

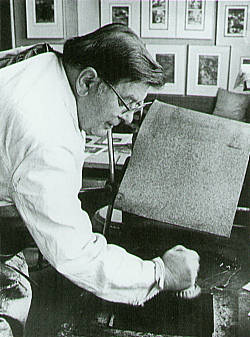
Hubert Neidhart

G. Hubert Neidhart (* 1928 in Schweinfurt; † 1999 ebenda) war ein deutscher Maler und kritisch-realistischer Zeichner beziehungsweise Graphiker.

## Leben
Neidhart studierte nach dem Zweiten Weltkrieg ab 1948 in Kassel an der Werkakademie. Von 1950 bis 1953 studierte er an den Akademien in Stuttgart und München. Der Maler wirkte ab 1961 als Kunsterzieher am Alexander-von-Humboldt-Gymnasium in Schweinfurt. 1962 bereits Mitglied der Künstlergruppe Kontakt, gehörte er 1974 zu den Begründern der „Gruppe Schweinfurter Künstler“, deren Mentor und Triebkraft er bis zu seinem Tod im Jahr 1999 geblieben ist.
Sein Schaffen reflektierte die künstlerische Entwicklung seit den fünfziger Jahren und war zugleich ein Spiegel der Zeit im Allgemeinen. Stets hat er sich für eine gegenständliche Malerei engagiert und dabei jedoch die Erkenntnisse der gegenstandslosen Kunstrichtungen zu integrieren gewusst. Er war ein Künstler, der in seiner Zeit und aus seiner Zeit heraus wirkte und dem deshalb das l’art pour l’art zu wenig war. Gerne trug Neidhart seine Zeitkritik auch in Zeichnungen und Druckgraphiken vor. Ausgehend von Monotypien und Siebdrucken wurde in den letzten Jahren die Radierung zum bevorzugten Ausdrucksmittel des Künstlers.